# Гагаэмауга
Гагаэмауга (самоан. Gaga'emauga) — административный округ Самоа. Округ расположен в основном в северо-восточной части острова Савайи. Имеются также маленькие анклавы на острове Уполу — Леауваа и Саламуму. Общая площадь округа — 223 км². Население — 7757 жителей (2011). Административный центр — Салеаула.
Название округа переводится как «ближняя сторона гор». Вожди округа заседают в Ваитуутуу малае в административном центре — Салеауле.
Старейшины Салеаула поддерживают традиционные отношения с Сафотулафаи (округ Фаасалелеага), участвуя в избрании носителя титула Летуфуга.
Части округа, находящиеся на острове Уполу, образовались вследствие извержения вулкана Матавану. Лавовые потоки уничтожили на своем пути деревни, превратив их в лавовые поля, которые можно видеть по сей день. Жители этих районов были эвакуированы на Уполу, где образовались деревни Леауваа и Саламуму. Несмотря на переезд, они сохранили традиционные связи с округом Гагаэмауга.